# Fouad Jumblatt
Fouad Jumblatt, född 1885, död den 6 augusti 1921, var en libanesisk politiker och drusledare. Han var far till grundaren av den Progressiva socialistpartiet, Kamal Jumblatt.
Jumblatt var distriktchef i Shouf under det osmanska styret och i början av det franska mandatet över Libanon. Han mördades 1921 i Ainbaldalen av en av sina politiska rivaler.